# L'italiana in Algeri
Trovar un'italiana. Ho una gran voglia
 
D'aver una di quelle signorine,
 
Che dan martello a tanti cicisbei»
(Mustafà, atto I scena II)
L'italiana in Algeri è un dramma giocoso in due atti di Gioachino Rossini, su libretto di Angelo Anelli, andato in scena per la prima volta a Venezia il 22 maggio 1813.

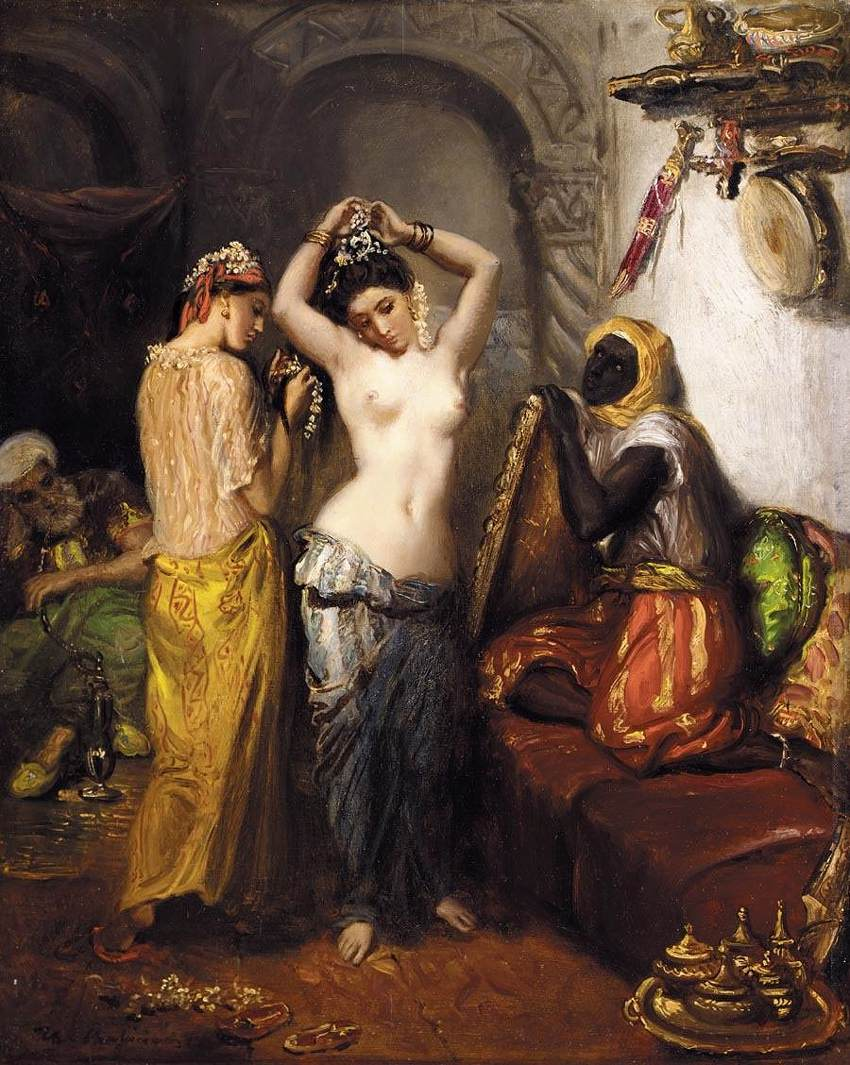
Théodore Chassériau Harem (1856)

## Vicende storiche
Il testo di Angelo Anelli, un dramma giocoso in due atti appartenente al genere dell'opera buffa, era già stato musicato nel 1808 da Luigi Mosca e si ispirava vagamente ad un fatto di cronaca realmente accaduto: la vicenda di Antonietta Frapolli, signora milanese rapita dai corsari nel 1805, portata nell'harem del bey di Algeri Mustafà-ibn-Ibrahim e poi ritornata in Italia. Com'era d'uso comune allora, un Rossini ancora solo ventunenne riprese lo stesso libretto (con alcuni cambiamenti affidati a Gaetano Rossi) e compose l'opera in tutta fretta (qualcuno dice in 27 giorni, altri sostengono addirittura solo in 18). Per la perfetta commistione fra sentimentale, buffo e serio, l'opera è stata definita da Stendhal come "la perfezione del genere buffo".
Il melodramma venne rappresentato per la prima volta al Teatro San Benedetto di Venezia ed ebbe subito un ottimo successo, anche grazie alla compagnia di canto comprendente Marietta Marcolini (Isabella) e Filippo Galli (Mustafà). Per la Marcolini Rossini aveva già composto L'equivoco stravagante, Ciro in Babilonia e La pietra del paragone. Rossini diresse poi l'opera a Vicenza nel 1813 (con una nuova cavatina per la protagonista, "Cimentando i venti e l'onde", al posto dell'originaria "Cruda sorte"), a Milano nel 1814 (con ulteriori modifiche, tra cui l'inserimento nel secondo atto di una nuova cavatina per Lindoro, "Concedi amor pietoso")  ed a Napoli nel 1815 (con la sostituzione del troppo politicamente esposto rondò di Isabella, "Pensa alla patria", con un meno compromettente "Sullo stil de' viaggiatori).
L'opera rimase in repertorio, in Europa e negli Stati Uniti, per quasi tutto l'Ottocento, anche quando la diffusione delle opere rossiniane era ormai in deciso declino. La prima ripresa novecentesca risale all'edizione torinese del 1925, diretta da Vittorio Gui ed interpretata da Conchita Supervia, che destò l'entusiasmo di Richard Strauss, e da allora, L'italiana è rimasta, insieme a Il barbiere di Siviglia, a La Cenerentola e, in misura minore, al Guglielmo Tell, una delle opere di Rossini più rappresentate nel repertorio dei teatri lirici di tutto il mondo.

## Personaggi e interpreti
| Personaggio                                                                           | Tipologia vocale | Interprete della prima, 22 maggio 1813 |
| ------------------------------------------------------------------------------------- | ---------------- | -------------------------------------- |
| Mustafà, Bey o dey d'Algeri                                                           | basso            | Filippo Galli                          |
| Elvira, moglie di Mustafà                                                             | soprano          | Luttgard Annibaldi                     |
| Zulma, schiava, confidente d'Elvira                                                   | mezzosoprano     | Annunziata Berni Chelli                |
| Haly, capitano de' corsari algerini                                                   | tenore o basso   | Giuseppe Spirito                       |
| Lindoro, giovine italiano, schiavo favorito di Mustafà                                | tenore           | Serafino Gentili                       |
| Isabella, signora italiana                                                            | contralto        | Marietta Marcolini                     |
| Taddeo, compagno d'Isabella                                                           | buffo            | Paolo Rosich                           |
| Cori di eunuchi del serraglio, di corsari algerini, di schiavi italiani, di pappataci |                  |                                        |
| Comparse di femmine del serraglio, di schiavi europei e di marinai                    |                  |                                        |

## Trama

### Atto Primo

#### Scena I
Scena: Piccola sala negli appartamenti di Mustafà, bey di Algeri e la moglie Elvira.

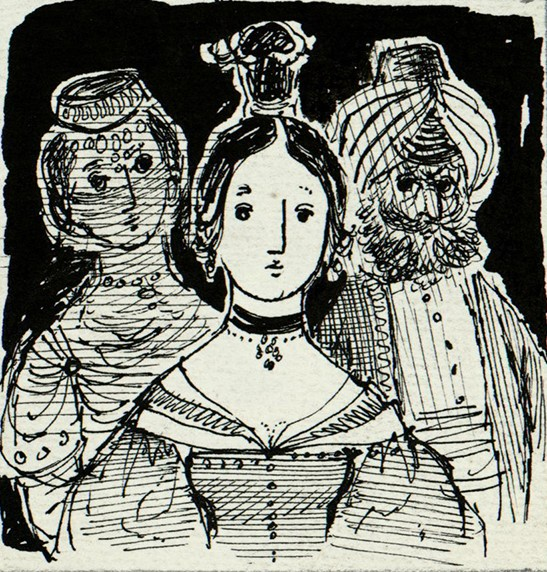
Disegno per copertina di libretto, disegno di Peter Hoffer per L'italiana in Algeri (s.d.) - Archivio Storico Ricordi

Confortata dagli eunuchi, Elvira si lamenta con la confidente Zulma della freddezza del proprio marito.
Entra il capitano dei corsari Haly, annunciando l'arrivo di Mustafà.
Fattasi coraggio Elvira tenta di parlare allo sposo, ma il bey risponde con durezza: è inutile continuare a seccarlo, di lei non sa che farsene.
Rimasto solo insieme ad Haly, Mustafà gli comunica la sua decisione di liberarsi di Elvira dandola in moglie al suo giovane schiavo italiano Lindoro. Il bey è stanco delle proprie schiave e chiede che, pena la morte, i corsari gli trovino una donna italiana, il cui carattere è riconosciuto particolarmente vivace.
Il giovane Lindoro, schiavo ad Algeri da ormai tre mesi, medita sulla propria sorte di amante diviso dall'amata e soltanto pensando alla sua cara Isabella riesce a trovare pace.
Poco dopo giunge Mustafà che gli comunica la propria decisione di dargli moglie. Lindoro cerca di resistere a tale bizzarra proposta enunciando le qualità che una donna dovrebbe avere per diventare sua sposa, ma il bey non gli lascia scelta, rispondendo che Elvira le possiede tutte.

#### Scena II
Scena: Spiaggia di mare.
Naufragato per una violenta burrasca, un vascello è abbordato dai corsari. Haly ed i suoi uomini esultano per il cospicuo bottino e per gli schiavi. Tra questi viene subito notata per la straordinaria bellezza l'italiana Isabella. La fanciulla si lamenta per la sorte avversa e per il pericolo in cui si trova, essendosi imbarcata alla ricerca del fidanzato Lindoro.
Subito però si fa coraggio e, tra le parole di ammirazione degli stessi corsari che la vedono perfetta preda per il bey, decide di utilizzare le armi della seduzione e dell'astuzia per liberarsi da questa situazione.
Con Isabella è catturato anche Taddeo, suo compagno di viaggio e spasimante, che per non destare sospetti viene fatto passare per lo zio di lei.
Una volta soli, Taddeo e Isabella riflettono sulla loro situazione: Taddeo è in grande agitazione, mentre Isabella ostenta tranquillità; tra i due comincia un diverbio che li vede sul punto di separare le loro strade, ma alla fine optano per la prudenza e si risolvono a rimanere uniti pur sotto le mentite spoglie di zio e nipote.

#### Scena III
Scena: Sala nel palazzo di Mustafà.
Zulma tenta di avvicinare Elvira e Lindoro che dichiarano di non aver nessuna intenzione di unirsi in matrimonio. Giunge Mustafà che offre a Lindoro la possibilità di ritornare in patria, a patto che porti con sé Elvira. Il giovane pur di tornare a casa accetta.
Elvira è sconcertata della decisione ed è sul punto di chiederne conto al bey, quando Haly gli annuncia la cattura della splendida italiana.
Mustafà non sta più nella pelle, dopo aver invitato Elvira e Zulma ad affrettare la partenza, si abbandona all'esultanza per la notizia. Elvira intanto è disperata perché sente di amare ancora Mustafà, e a Lindoro che le prospetta una nuova vita in Italia, ella dichiara di non voler partire senza aver salutato un'ultima volta lo sposo.

#### Scena IV
Scena Grande salone nel palazzo di Mustafà.
Il bey impaziente circondato dagli eunuchi attende l'arrivo della nuova schiava. Haly la annuncia e, come la vedono, tutti i presenti rimangono colpiti dalla sua bellezza. Isabella d'altra parte, capisce subito di poter facilmente avere la meglio sul bey ed inizia a lusingarlo con una richiesta di consolazione: il bey si sente già innamorato e a stento riesce a trattenerlo Haly. Intanto si fa avanti Taddeo rivendicando, in qualità di zio, di poter stare vicino alla nipote.
Giungono Lindoro, Elvira e Zulma per salutare il bey prima della partenza; Isabella subito riconosce l'amato Lindoro e lo stupore dei due non sfugge ai presenti che però non capiscono.
Subito Isabella riprende l'iniziativa chiedendo a Mustafà chi è la donna con Lindoro. Il bey spiega le sue intenzioni circa il matrimonio tra Lindoro ed Elvira. Isabella gli risponde che quello di ripudiare la moglie è un costume talmente barbaro che non potrebbe mai amare l'uomo che lo mettesse in atto.
Tra lo stupore dei presenti, Isabella riesce così ad ottenere da Mustafà che Elvira rimanga ad Algeri e che Lindoro diventi suo schiavo personale.

### Atto Secondo

#### Scena I
Scena: Piccola sala comune agli appartamenti di Mustafà e di Elvira.
Mustafà è totalmente alla mercé del fascino di Isabella: tutti commentano divertiti la nuova situazione.
Giunge il bey e incarica le donne di riferire a Isabella che andrà da lei per prendere il caffè, vantandosi di saper bene come trattare una donna del genere. Elvira finge di assecondarlo, fingendosi dalla sua parte. Usciti tutti, passa Isabella, lagnandosi dell'infedeltà di Lindoro che la raggiunge e la rassicura del suo amore: le spiega di non avere intenzione di sposare Elvira e di avere accettato solamente per poter tornare in Italia e rivedere lei.
Tranquillizzata, Isabella gli dà appuntamento in un vicino bosco per accordarsi sulla maniera di fuggire da Algeri.
Uscita Isabella, Lindoro gioisce del ritrovato amore. Torna Mustafà smanioso di rimanere solo con Isabella, ma viene fermato da Taddeo, terrorizzato dal fatto che Haly lo stia seguendo. Il bey spiega che se il capitano dei corsari lo sta cercando non è per sottoporlo ad un supplizio (Taddeo è costantemente terrorizzato dall'idea di finire impalato), bensì per insignirlo del titolo di Kaimakan, cioè luogotenente, in segno di stima e rispetto verso di lui nella sua qualità di zio di Isabella.
Taddeo viene dunque abbigliato alla turca, con tanto di turbante e sciabola, come si conviene al suo nuovo status.
Il bey gli fa dunque intendere come il suo compito sia quello di intercedere in suo favore con Isabella; Taddeo appena comprende di dover addirittura fare da "paralume" tra la donna di cui è innamorato e Mustafà, cerca di rifiutare, ma due occhiate di collera da parte del bey sono sufficienti a fargli cambiare idea.

#### Scena II
Scena: Appartamento magnifico nella reggia del bey.
Elvira e Zulma riferiscono ad Isabella che il bey sarà da lei tra poco; la ragazza nel prepararsi con cura all'appuntamento, impartisce una lezione di seduzione alle donne. Invita Elvira a non disperare e le chiede di nascondersi nella stanza accanto e di lasciar fare a lei. Prende poi ad abbigliarsi e, quando capisce di essere osservata da Mustafà, finge di mettere tutta la propria cura nei preparativi per amore del Turco. Assieme al bey, furenti di gelosia, la osservano nascosti anche Lindoro e Taddeo. Mustafà, pazzo di desiderio, ordina a Taddeo di lasciarlo solo con lei non appena comincerà a starnutire. Lindoro introduce finalmente Isabella e Mustafà le mostra Taddeo nel nuovo abbigliamento da Kaimakan. Mentre la ragazza osserva divertita, Lindoro finge di partecipare alle trame di Mustafà suggerendogli che se la ragazza si è abbigliata con tanta cura, lo ha fatto sicuramente per piacergli. Il bey pensa che sia giunto il momento giusto e con uno starnuto invita Taddeo ad allontanarsi; questi però finge di non sentire e, a complicare le cose, ci si mette anche Isabella che invita Elvira a sedersi al tavolo con loro per prendere il caffè.
Nel divertimento generale Mustafà goffamente furibondo impreca con tutti quanti per avergli fatto saltare l'appuntamento galante.

#### Scena III
Scena: Nella piccola sala di prima.
Haly riflette soddisfatto su quanto accaduto a Mustafà: lui è un uomo di mondo e sa bene che carattere abbiano le italiane.
Uscito Haly, giungono discutendo tra loro Lindoro e Taddeo: il primo lo ha appena reso partecipe del piano di Isabella per fuggire da Algeri con il resto degli schiavi italiani.
Taddeo gli rivela di non essere lo zio della fanciulla, ma l'amante e di considerarsi più fortunato del precedente fidanzato di lei, un certo Lindoro.
Lindoro è divertito dall'illusione di Taddeo, ma gli ricorda di attenersi al piano stabilito. La burla ha inizio e quando giunge Mustafà furente di rabbia, Taddeo e Lindoro lo blandiscono spiegandogli che Isabella, per testimoniargli la propria passione, ha deciso di nominarlo Pappataci. Mustafà è confuso: che vuol dire Pappataci? Lindoro gli spiega che questo titolo viene conferito agli amanti instancabili (ma in realtà è il nome di un fastidioso insetto), mentre Taddeo gli presenta la nomina come giusto ringraziamento per la sua recente carica di Kaimakan. I due spiegano poi al bey quali siano i compiti del Pappataci: mangiare, bere e dormire attorniato dalle donne. Usciti i tre, entrano Haly e Zulma dai quali apprendiamo che Isabella ha fatto donare agli eunuchi e alle guardie una gran quantità di vino e di liquori per festeggiare la cerimonia di nomina a Pappataci del bey programmata per la sera stessa.

#### Scena IV
Scena: Appartamento magnifico nella reggia del bey.
Taddeo apprende da Lindoro che Isabella, con la scusa della cerimonia di nomina a Pappataci, ha ottenuto la partecipazione alla festa di tutti gli schiavi italiani. Giunge infatti la ragazza, a seguito di un nutrito gruppo di italiani, che si dichiarano pronti all'azione. Isabella li incita con fierezza alla riscossa e rimprovera Taddeo delle sue risate, avvertendolo che potrebbe essere lui stesso a finire deriso. Invita poi l'amato Lindoro a pensare alla patria e a prendere esempio dal valore dei suoi connazionali.
Dopo essersi assicurata della prontezza all'azione dei suoi uomini, Isabella si abbandona alla speranza di rivedere la sua patria. Intanto Taddeo, illudendosi, pensa soddisfatto che tutto il piano architettato da Isabella sia stato fatto allo scopo di tornare con lui.
Giunge Mustafà, lo segue Lindoro con una parte degli schiavi vestiti bizzarramente da "Pappataci": Lindoro presenta Mustafà al gruppo che si dichiara disposto ad accoglierlo nella confraternita.
Dopo che anche il bey è vestito con gli abiti da Pappataci, Isabella chiede a Taddeo di leggere i compiti a cui dovrà obbedire per essere degno di tale carica, sotto giuramento solenne: non vedere, non sentire e tacere. Il compito del Pappataci è quello di mangiare, bere e tacere.
Il bey riferisce di aver capito perfettamente e di saper eseguire tale compito meglio di chiunque altro.
Per provare se il nuovo candidato sia degno della carica, viene fatta introdurre una mensa imbandita di vivande che il candidato dovrà consumare rimanendo impassibile a ciò che vede e a ciò che sente.
Nel frattempo si avvicina un vascello, dal quale gli schiavi europei invitano ad affrettare la partenza.
Quando Isabella e Lindoro si avviano insieme, Taddeo comprende allora che i due sono amanti. Cerca di avvertire Mustafà che, pensando faccia tutto parte della prova, si rifiuta di dargli ascolto. A Taddeo non resta che fare buon viso a cattiva sorte ed imbarcarsi pure lui, anche e soprattutto per evitare la vendetta di Mustafà.
Quando, scosso da Elvira e Zulma, il bey si accorge dell'inganno, cerca di chiamare le sue guardie, molte delle quali sono però ubriache.
Mustafà si dichiara pronto a tornare all'amore della moglie: basta con le italiane.
Gli italiani si allontanano dunque felici e la concordia è ristabilita.
Il tutto si chiude con una morale: una donna, se lo vuole, con le sue arti di seduzione può ingannare chicchessia.

## Organico orchestrale
La partitura di Rossini prevede l'utilizzo di:
- 2 flauti (anche ottavini), 2 oboi, 2 clarinetti, fagotto
- 2 corni, 2 trombe
- timpani, grancassa, piatti, triangolo
- archi

Per i recitativi secchi:
- pianoforte (violoncello e contrabbasso ad libitum)

## Struttura musicale
- Sinfonia

### Atto I
- 1 Introduzione prima Serenate il mesto ciglio (coro, Elvira, Zulma, Haly, Mustafà)
- 2 Cavatina Languir per una bella (Lindoro)
- 3 Duetto Se inclinassi a prender moglie (Lindoro, Mustafà)
- 4 Coro e cavatina Quanta roba, quanti schiavi! - Cruda sorte, amor tiranno (Isabella)
- 5 Duetto Ai capricci della sorte (Isabella, Taddeo)
- 6 Aria Già d'insolito ardore nel petto (Mustafà)
- 7 Finale primo Viva, viva il flagel delle donne (coro, Haly, Mustafà, Isabella, Taddeo, Lindoro, Elvira, Zulma)

### Atto II
- 8 Introduzione seconda Uno stupido, uno stolto (coro, Haly, Elvira, Zulma)
- 9 Cavatina O, come il cor in giubilo (Lindoro)
- 10 Coro Viva il grande Kaimakan
- 11 Aria Ho un gran peso sulla testa (Taddeo, coro)
- 12 Cavatina Per lui che adoro (Isabella)
- 13 Quintetto Ti presento di mia man (Mustafà, Isabella, Taddeo, Lindoro, Elvira)
- 14 Aria Le femmine d'Italia (Haly)
- 15 Terzetto Pappataci! Che mai sento (Mustafà, Lindoro, Taddeo)
- 16 Coro, scena e rondò Pronti abbiamo - Amici, in ogni evento - Pensa alla patria (Isabella, coro)
- 17 Finale ultimo Dei Pappataci s'avanza il coro - Mio signore! (Lindoro, Taddeo, coro, Mustafà, Isabella, Haly, Zulma, Elvira)

## Brani celebri
- Sinfonia

### Atto I
- 2 Cavatina Languir per una bella (Lindoro)
- 3 Duetto Se inclinassi a prender moglie (Lindoro, Mustafà)
- 4 Cavatina Cruda sorte, amor tiranno (Isabella)
- 5 Duetto Ai capricci della sorte (Isabella, Taddeo)
- 6 Aria Già d'insolito ardore nel petto (Mustafà)
- 7 Stretta del Finale primo Nella testa ho un campanello (coro, Haly, Mustafà, Isabella, Taddeo, Lindoro, Elvira, Zulma)

### Atto II
- 11 Aria Ho un gran peso sulla testa (Taddeo, coro)
- 12 Cavatina Per lui che adoro (Isabella)
- 14 Aria Le femmine d'Italia (Haly)
- 15 Terzetto Pappataci! Che mai sento (Mustafà, Lindoro, Taddeo)
- 16 Rondò Pensa alla patria (Isabella, coro)

## Incisioni discografiche
| Anno | Cast (Isabella, Lindoro, Mustafà, Taddeo)                                  | Direttore           | Etichetta           |
| ---- | -------------------------------------------------------------------------- | ------------------- | ------------------- |
| 1954 | Giulietta Simionato, Cesare Valletti, Mario Petri, Marcello Cortis         | Carlo Maria Giulini | EMI                 |
| 1963 | Teresa Berganza, Luigi Alva, Fernando Corena, Rolando Panerai              | Silvio Varviso      | Decca               |
| 1978 | Lucia Valentini Terrani, Ugo Benelli, Sesto Bruscantini, Enzo Dara         | Gary Bertini        | Acanta              |
| 1979 | Lucia Valentini Terrani, Francisco Araiza, Wladimiro Ganzarolli, Enzo Dara | Gabriele Ferro      | Fonit Cetra         |
| 1980 | Marilyn Horne, Ernesto Palacio, Samuel Ramey, Domenico Trimarchi           | Claudio Scimone     | Erato               |
| 1987 | Agnes Baltsa, Frank Lopardo, Ruggero Raimondi, Enzo Dara                   | Claudio Abbado      | Deutsche Grammophon |
| 1997 | Jennifer Larmore, Raul Giménez, John Del Carlo, Alessandro Corbelli        | Jesús López Cobos   | Teldec              |
| 2010 | Marianna Pizzolato, Lawrence Brownlee, Lorenzo Regazzo, Bruno de Simone    | Alberto Zedda       | Naxos Records       |

## DVD parziale
| Anno | Cast (Isabella, Lindoro, Mustafà, Taddeo)                         | Direttore          | Etichetta           |
| ---- | ----------------------------------------------------------------- | ------------------ | ------------------- |
| 1957 | Teresa Berganza, Alvinio Misciano, Mario Petri, Sesto Bruscantini | Nino Sanzogno      | Hardy Classics      |
| 1986 | Marilyn Horne, Douglas Ahlstedt, Paolo Montarsolo, Spiro Malas    | James Levine       | Deutsche Grammophon |
| 1998 | Jennifer Larmore, Bruce Ford, Simone Alaimo, Alessandro Corbelli  | Bruno Campanella   | TDK                 |
| 2006 | Marianna Pizzolato, Maxim Mironov, Marco Vinco, Bruno de Simone   | Donato Renzetti    | Dynamic             |
| 2013 | Anna Gorjačëva, Yijie Shi, Alex Esposito, Mario Cassi             | José Ramón Encinar | Opus Arte           |

## Opere derivate
Dall'opera lirica è stato tratto nel 1969 il cortometraggio d'animazione omonimo, diretto da Giulio Gianini ed Emanuele Luzzati, che sulle note dell'ouverture rappresenta una versione semplificata dell'intreccio.